# Resolució 1444 del Consell de Seguretat de les Nacions Unides
La Resolució 1444 del Consell de Seguretat de les Nacions Unides fou adoptada per unanimitat el 27 de novembre de 2002. Després de reafirmar totes les resolucions sobre la situació a l'Afganistan, en particular les resolucions 1386 (2001) i 1413 (2002), i les resolucions 1368 (2001) i 1373 (2001) sobre terrorisme, el Consell va estendre l'autorització de la Força Internacional d'Assistència i de Seguretat (ISAF) durant un any fins al 20 de desembre de 2003.
El Consell de Seguretat va reconèixer que la responsabilitat de proporcionar seguretat i ordre públic a tot l'Afganistan residia amb els mateixos afganesos. Va apreciar el lideratge de Turquia a la ISAF i les contribucions de moltes nacions a la força. Mentrestant, va donar la benvinguda a les ofertes d'Alemanya i dels Països Baixos per succeir a Turquia en el lideratge de la ISAF. El Consell també va determinar que la situació a l'Afganistan era una amenaça per a la pau i la seguretat internacionals i va exigir a la ISAF que complís el seu mandat.
Actuant sota el Capítol VII de la Carta de les Nacions Unides, el Consell va prorrogar l'autorització de la ISAF a Afganistan durant un any fins al 20 de desembre de 2003, i per a totes les nacions participants en la ISAF que utilitzessin totes les mesures necessàries per complir el seu mandat. Es va demanar als Estats que proporcionessin personal, equips i altres recursos a la ISAF i al fons fiduciari voluntari.
Finalment, el lideratge de la ISAF havia de presentar informes trimestrals sobre l'aplicació del seu mandat. La força només va poder dur a terme el seu mandat a la capital Kabul i el Govern de l'Afganistan havia demanat que es desplegués a tot el país per proporcionar seguretat.